# Nino Russo
Gaetano Russo, meglio noto come Nino Russo (Milano, 29 agosto 1960), è un fumettista italiano.

## Alla Disney
Russo giunge nel 1989 alla redazione di Topolino; dopo aver esordito con l'avventura Qui Quo Qua e i cavoli a merenda, disegnata da Alessandro Gottardo e pubblicata sul numero 1834 di Topolino, comincia a scrivere delle parodie: la prima che realizza è La metamorfosi di un papero, ispirata a La metamorfosi di Franz Kafka, disegnata da Andrea Freccero e pubblicata, divisa in due tempi, sul numero 1875 del settimanale disneyano, datato 3 novembre 1991.
Nel 1992 realizza ben quattro parodie: Paperino malato immaginario, disegnata dallo Staff di If, parodia de Il malato immaginario di Molière; Zio Paperone e il Grande Papero, disegnato da Corrado Mastantuono, parodia di 1984 di George Orwell; OK Quack e la microavventura, disegnata da Giorgio Cavazzano, parodia de Viaggio allucinante di Isaac Asimov; Paperino... il dormiglione, disegnata da Julian Jordan, parodia del film Il dormiglione di Woody Allen.
Anche il 1993 si apre per Russo con una parodia: La Banda Bassotti e la notte dai Paper Addams, in cui appare la famiglia Paperaddams, versione disneyana della famiglia Addams; la storia, disegnata da Mastantuono, vanta anche un sequel dal titolo La Banda Bassotti e il ritorno dei Paperaddams, disegnata da Enrico Faccini e pubblicata su Topolino nel 1996.
Nel 1994 Russo dà inizio alla serie Le lezioni di Pico, in cui Pico de Paperis narra la "verità" riguardo ad alcuni avvenimenti storici o leggendari come lo sbarco dei 1000 o Atlantide, nei quali è intervenuta la famiglia dei Paperi; la serie terminerà solamente nel 2006 dopo 12 anni e 10 storie a fumetti.
Russo, come il suo collega Carlo Panaro, è stato uno dei più prolifici autori italiani, avendo scritto per la Disney 786 storie.